# Liste der Kulturdenkmale in Uelsby
In der Liste der Kulturdenkmale in Uelsby sind alle Kulturdenkmale der schleswig-holsteinischen Gemeinde Uelsby (Kreis Schleswig-Flensburg) aufgelistet (Stand: 14. April 2025).

## Legende
In den Spalten befinden sich folgende Informationen:
- Objekt-ID: die Nummer des Kulturdenkmales
- Lage: die Adresse des Kulturdenkmales und die geographischen Koordinaten. Kartenansicht, um Koordinaten zu setzen. In der Kartenansicht sind Kulturdenkmale ohne Koordinaten mit einem roten Marker dargestellt und können in der Karte gesetzt werden. Kulturdenkmale ohne Bild sind mit einem blauen Marker gekennzeichnet, Kulturdenkmale mit Bild mit einem grünen Marker.
- Offizielle Bezeichnung: Bezeichnung des Kulturdenkmales
- Beschreibung: die Beschreibung des Kulturdenkmales
- Bild: ein Bild des Kulturdenkmales

## Sachgesamtheiten
| Objekt-ID      | Lage                                  | Offizielle Bezeichnung | Beschreibung | Bild                             |
| -------------- | ------------------------------------- | ---------------------- | --- | -------------------------------- |
| 40994 Wikidata | Kirchweg (54° 38′ 0″ N, 9° 35′ 46″ O) | Kirche St. Jacobus     | Aktualisierung vorgesehen - Begründung: geschichtlich, wissenschaftlich, künstlerisch, städtebaulich, Kulturlandschaft prägend - Schutzumfang: Kirche St. Jacobus mit Ausstattung, Kirchhof, Grabmale bis 1870, Kirchhofspforten, Erd- bzw. Feldsteinwall, Lindenreihe | weitere Fotos \| Fotos hochladen |

## Bauliche Anlagen
| Objekt-ID | Lage                                             | Offizielle Bezeichnung             | Beschreibung | Bild                             |
| --------- | ------------------------------------------------ | ---------------------------------- | --- | -------------------------------- |
| 34724     | Böklunder Straße 1 (54° 37′ 48″ N, 9° 35′ 45″ O) | ehem. Pastorat                     | ehem. Pastorat, 1822–23, Zimmer- und Maurermeister Claus Henning Petersen; seit 1922 Gasthof, geschlämmter Backstein-Breitbau auf Granitquadersockel mit pfannengedecktem Halbwalmdach, breite Schleppgaube. Historischer Fenster- und Türenbestand; Nebengebäude um 1910 - Begründung: geschichtlich, Kulturlandschaft prägend - Schutzumfang: ehem. Pastorat, Nebengebäude - Denkmaltyp: Bauliche Anlage | BW                               |
| 3844      | Dorfstraße 2 (54° 37′ 53″ N, 9° 35′ 36″ O)       | Hofanlage: Wohnhaus (Callsen)      | Alteintragung (Aktualisierung vorgesehen) - Begründung: geschichtlich, wissenschaftlich, künstlerisch - Schutzumfang: gesamtes Objekt - Denkmaltyp: Bauliche Anlage | Fotos hochladen                  |
| 3843      | Kirchweg (54° 38′ 0″ N, 9° 35′ 46″ O)            | Kirche St. Jacobus mit Ausstattung | Alteintragung (Aktualisierung vorgesehen) - Begründung: geschichtlich, wissenschaftlich, künstlerisch, städtebaulich - Schutzumfang: gesamtes Objekt - Denkmaltyp: Bauliche Anlage, Sachgesamtheit: Kirche St. Jacobus | weitere Fotos \| Fotos hochladen |

## Gründenkmale
| Objekt-ID | Lage                                           | Offizielle Bezeichnung | Beschreibung | Bild            |
| --------- | ---------------------------------------------- | ---------------------- | --- | --------------- |
| 34699     | Böklunder Straße (54° 37′ 52″ N, 9° 35′ 48″ O) | Doppeleiche            | Doppeleiche; 1898; zum 50-jährigen Jubiläum der Schleswig-Holsteinischen Erhebung gepflanzt; mit Gedenkstein - Begründung: geschichtlich, wissenschaftlich, städtebaulich - Schutzumfang: Doppeleiche, Gedenkstein - Denkmaltyp: Gründenkmal                                                                     | Fotos hochladen |
| 26385     | Kirchweg (54° 38′ 0″ N, 9° 35′ 44″ O)          | Kirchhof               | Alteintragung (Aktualisierung vorgesehen) - Begründung: geschichtlich, wissenschaftlich, künstlerisch, städtebaulich, Kulturlandschaft prägend - Schutzumfang: Kirchhof, Grabmale bis 1870, Kirchhofspforten, Erd- bzw. Feldsteinwall, Lindenreihe - Denkmaltyp: Gründenkmal, Sachgesamtheit: Kirche St. Jacobus | Fotos hochladen |

## Quelle
- Liste der Kulturdenkmale in Schleswig-Holstein – Kreis Schleswig-Flensburg

- Karte mit allen Koordinaten:
- OSM |
- WikiMap